# Naprepa flexifera
Naprepa flexifera is een vlinder uit de familie van de echte spinners (Bombycidae). De wetenschappelijke naam van de soort is voor het eerst geldig gepubliceerd in 1910 door William Schaus.